# Thundercracker
Thundercracker es un personaje ficticio del Universo de Transformers. Él es un Decepticon del grupo de los principales seekers de unidad de rastreo aéreo muy similar a Starscream y Skywarp a diferencia de su color azulado.

## En el Cómic
Thundercracker fue descrito como uno de los lugartenientes de Starscream, junto con su compañero Skywarp en la primera unidad de jets seekers de rastreo. Este punto fue conducido por el hecho de que mientras que los colores Thundercracker fueron notablemente diferentes, tanto Starscream y Skywarp, en los cómics era de color un tono más oscuro, casi negro, de azul, con sólo los colores de sus franjas de alas cuando se dibuja en los hechos los dos parecen diferentes.) más frecuentes en las primeras ediciones, Thundercracker se ve luchando junto a Skywarp, aunque Thundercracker ha demostrado ser un peleador más inteligente pero la diferencia es que tiene una gran misericordia con la raza humana.
Thundercracker es uno de los Primeros Decepticons que cayó a la Tierra en el Arca 4 millones de años atrás cuando el Arca cayo a la tierra se estrelló y los Decepticons tanto como los Autobots se mantuvieron fuera de línea fue reactivado y teniendo en cuenta en el modo alterno de la Tierra de un F-15 jet. Él participa en muchas de las primeras batallas contra los Autobots - hasta que un ataque desastroso por Megatron llevó a Thundercracker, junto con Starscream, Skywarp, Buzzsaw, Rumble y Frenzy, consiguiendo ser desactivados por Omega Supreme. En la continuidad EE. UU. Thundercracker fue rescatado junto con los Decepticons otras aves cautivas, por las fuerzas Ratbat, aunque regresó mucho antes en los cómics del Reino Unido, donde fue desplazada a una dimensión limbo por la llegada de los Autobots futuro junto con Frenzy y Shockwave, donde tuvo que trabajar con Optimus Prime, Prowl y Ratchet para sobrevivir. Continuaba participando en las batallas contra los Decepticons junto con Scorponok y luego contra los Autobots con su fuerza unida. Ninguno se dio cuenta, sin embargo, que todo era una estratagema por Starscream para ganar el poder del liderazgo de los Decepticons. Los Autobots y los Decepticons entonces se unen para detenerlo, pero el poder de Starscream era demasiado grande.

## Historia G1 serie TV
Thundercracker es uno de los principales Decepticons de la primera unidad de Jets seekers de rastreo como Starscream y Skywarp Thundercracker siempre detestaba a Starscream por eso siempre tenía más cercanía con Skywarp quien al igual que él se sentían cómodos y cumplían todas las órdenes de su líder Megatron sin cuestionar las órdenes. En la primera temporada se veía que el podía crear una habilidad de crear ruidos que podía atontar a los Autobots.
Thundercracker era uno de los principales seekers de rastreo entre el gran ejército de estos acompañó a Megatron en la nave Nemesis para perseguir a los Autobots a través del espacio, al parecer su labor en la nave era el pilotaje cuando esta se enfrenta contra el Arca la nave Autobot se estrella en la tierra, Thundercracker queda en partículas, luego es reconstruido por sus aliados Decepticons después de 4 millones de años ante el impacto y continúa siendo uno de los Decepticons leales a Megatron.
En la Tierra Thundercracker junto al pequeño grupo Decepticon llamado Reflector es enviado a explorar la tierra. Los Reflector se transforman en una cámara de fotos para misiones de espionaje y detectar una refinería en las cercanías, Los Decepticons planean atacarla para luego agarrar todo el Energon y luego regresar a Cybertron, Megatron ordena el ataque pero es sorprendido por los Autobots una nueva guerra comenzó pero esta vez en el Planeta Tierra al final los Decepticons logran huir con una buena cantidad de Energon pero no fue por mucho tiempo ya que el Autobot Mirage logra sabotear los ambiciosos planes de los Decepticons haciendo estrellar y explotar la nave ya que algunos Decepticons logran sobrevivir a excepción de los Reflector y los Air Warrior. (Cabe notar que ambos personajes vuelven a salir posteriormente por errores de animación).
Thundercracker continua luchando contra los Autobots bajo las órdenes de Megatron asignándole misiones de batallas normales y sin ninguna queja, Thundercracker solo deseaba volver a su planeta natal Cybertron, constantemente él tenía muchos altercados con Starscream debido a que Starscream siempre ansiaba el liderazgo de Los Decepticons y derrocar el liderazgo de Megatron, esta rivalidad incluso llegó a meter en problemas con su líder a Thundercracker algo que lo fastidiaba demasiado.

### Año 2005: Batalla en La Ciudad Autobot
Thundercracker fue unos de los principales Decepticons que se mantuvo en línea hasta al Año 2005 participando en la Batalla Ciudad Autobot cuando un ataque en escala que realizaban los Decepticons en la Ciudad Autobot ubicada en el planeta Tierra quedó muy malherido de gravedad lo cual durante las horas de la batalla no podía estabilizarse para ayudar a sus compañeros Decepticons que el mismo Optimus Prime le provocó las graves heridas cuando este estaba disparando a Soundwave, y Thundercracker cuando este intentaba detener a Megatron y los otros Decepticons hasta que el mismo Optimus Prime llegó a derrotar a los Decepticons ya que ellos poco antes de su llegada tenían una gran ventaja hacia los Autobots, en ese momento Starscream decide tomar la retirada de ellos mismos escapando de los Autobots cuando Astrotrain los ayuda a escapar en su modo alterno de Challenger Espacial logrando huir de los Autobots, durante el viaje el mismo Astrotrain pide expulsar algunos de sus compañeros Decepticons ya que el peso fue muy elevado lo cual no lo podía asimilar el mismo Starscream dio la elección de sacar a los Decepticons que quedaron malheridos de gravedad durante la batalla en la ciudad Autobot, entre ellos fueron excluidos de Astrotrain el mismo Thundercracker, Skywarp, y los otros Insecticons; Starscream aprovechó en un intento más de derrocar el liderazgo de Megatron, ya que el mismo Megatron quedó agonizante expulsándolo con los otros Decepticons usando de excusa para obtener su liderazgo, en el momento que todos los Decepticons malheridos flotaban en el espacio exterior se encontraron con Unicron, quien les dio nuevo cuerpo y nueva forma alterna, obteniendo un nuevo pacto a cambio de destruir la Matriz de Liderazgo de los Autobots, que en momentos anteriores Optimus Prime antes de morir le otorga La Matriz de Liderazgo a Ultra Magnus para que el Obtenga el nuevo Liderazgo de Los Autobots, Unicron le tenía mucho miedo a La Matriz de Liderazgo de los Autobots ya que era la única forma de destruirlo, el mismo Unicron le otorgó a Megatron un nuevo cuerpo más poderoso y un nuevo ejército más poderoso que el anterior transformando a Megatron en su nuevo alter ego Galvatron, Thundercracker evoluciona a Scourge, Skywarp en Cyclonus , los Insecticons Bombshell en Cyclonus Armada, Kickback y Shrapnel en los soldados sumisos Sweeps. Thundercracker estaba inseguro en ese lapso en reformarse en Scourge pero algo es seguro toda la memoria de Thundercracker fue borrada.
Curiosamente en un capítulo de la tercera temporada Ghost in The Machine Parte I de Transformers G1 en un lugar de una cripta de los Decepticons se construye en honor a Thundercracker una gran estatua.

## Transformers Armada
En Transformers Armada Thundercracker era el Supermodo de Starscream, en lugar de ser un personaje personal como se había previsto. Esto comenzó una tendencia que fue prominente durante Transformers Energon, donde Hasbro lanzó juguetes que se pintaron de otro como un personaje independiente con un nombre diferente, a pesar de que el programa representa el volver a retomar una actualización para el personaje original. Esto se debió a los creadores de la serie no les gusta usar juguetes repintado como personajes separados. Para consolidar el carácter de Starscream como el carácter independiente de juguete que parecía ahora, la versión americana de la G1 añadido una línea de diálogo en Starscream comentó que "parecía Thundercracker", lo que implica un carácter fuera de la pantalla que de alguna manera no se sabía si era Starscream . Thundercracker Mini-Con que se llama Zapmaster, un repintado gris de Starscream Mini-Con, llamado Swindle.

## Transformers Animated
Thundercracker en la versión de Transformers Animated es un clon de Starscream que representa su soberbia. Posee un carácter lleno de egocentrismo y siempre se compara ante todos demostrando un gran exceso de superioridad ante todos sus oponentes, En el Último Episodio de la Segunda Temporada A un Puente de Distancia Parte II Cuando es atrapado por El Constructicon Mixmaster Megatron abre el Puente Espacial lo arroja junto con Skywarp y Blurr a una parte desconocida del espacio exterior, Incluso en el Episodio Tele transportados intenta detener a Blurr lo cual llega a escapar de él mismo.

## Transformers Dark of the Moon
Existe una figura de acción del personaje pero el no aparece en la película